# Jamburg
Jamburg (Ямбург) ist eine Siedlung im Rajon Nadym des Autonomen Kreises der Jamal-Nenzen (Russland) mit knapp 100 ständigen Einwohnern (2017).

## Geographie
Jamburg liegt auf der Tas-Halbinsel im Norden des Westsibirischen Tieflandes, am Ostufer des Obbusens nahe der Einmündung des Flüsschens Njudja-Mongotajopoko (Нюдя-Монготаёпоко).
Neben den ständigen Bewohnern sind in Jamburg und Umgebung bis zu 14.000 Erdgasarbeiter zeitweilig tätig.
Jamburg ist über eine Straße und eine Eisenbahnstrecke mit Nowy Urengoi verbunden. Letztere wird von den Jamal-Eisenbahnen (Ямальские железные дороги/ Jamalskije schelesnyje dorogi), ein Gemeinschaftsunternehmen der Russischen Eisenbahnen und Gazprom, mit Güter- und Personenverkehr (ein tägliches Zugpaar, Reisezeit etwa acht Stunden) betrieben. Der Ort hat einen Flughafen. Für die Einreise nach Jamburg wird eine Sondergenehmigung benötigt.

## Geschichte
Die Siedlung Jamburg entstand ab 1982 mit Beginn der Erschließung des riesigen Jamburger Erdgasfeldes.

## Wirtschaft
Jamburg wird von der Erdgasindustrie geprägt. Das seit 1986 ausgebeutete Gasfeld gehört dem Gazprom-Konzern, dessen Tochterfirmen Jamburggasdobytscha (Erkundung und Förderung) und Tjumentransneft (Transport) hier tätig sind.

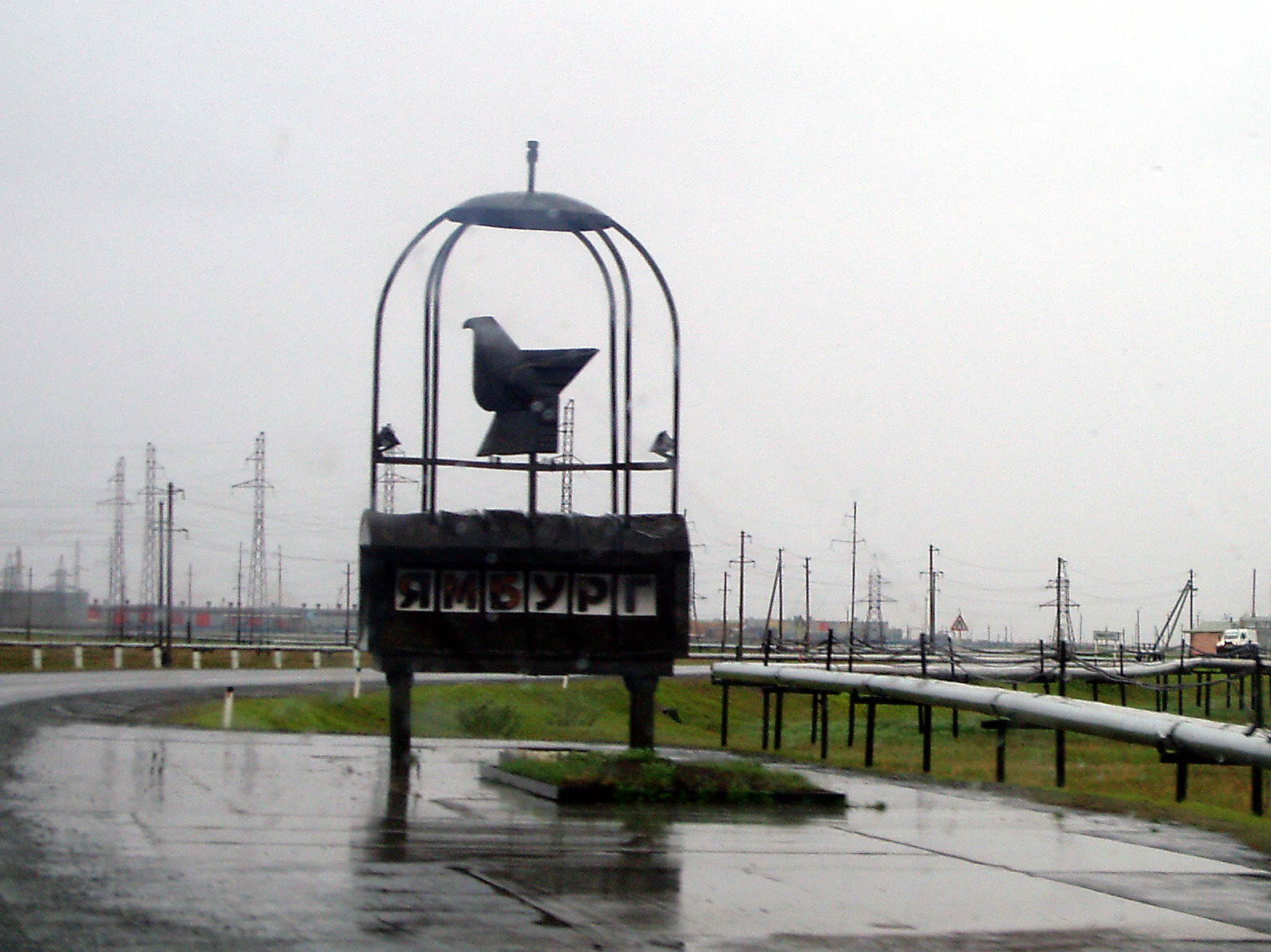
Einfahrt in Jamburg
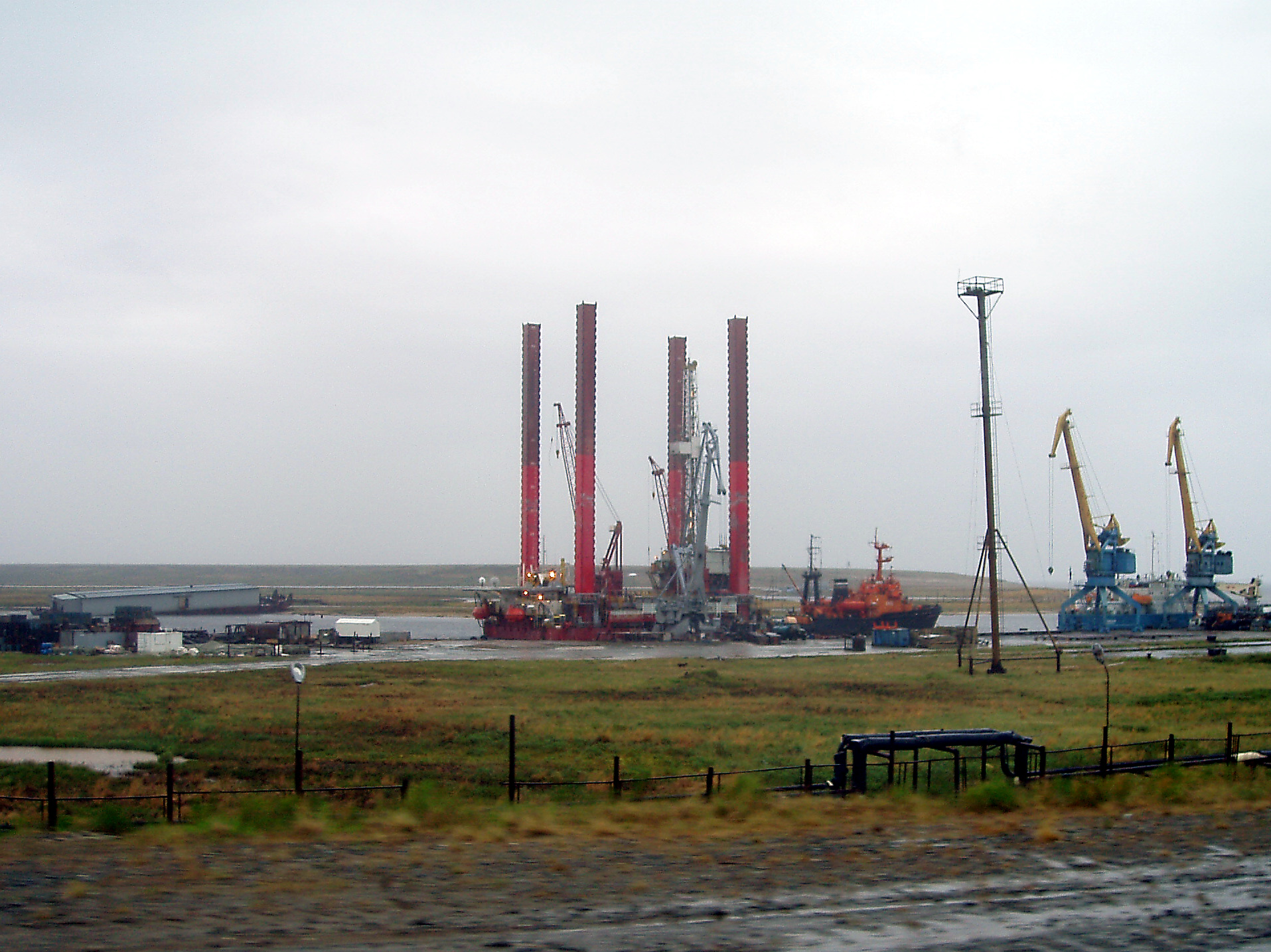
Hafen
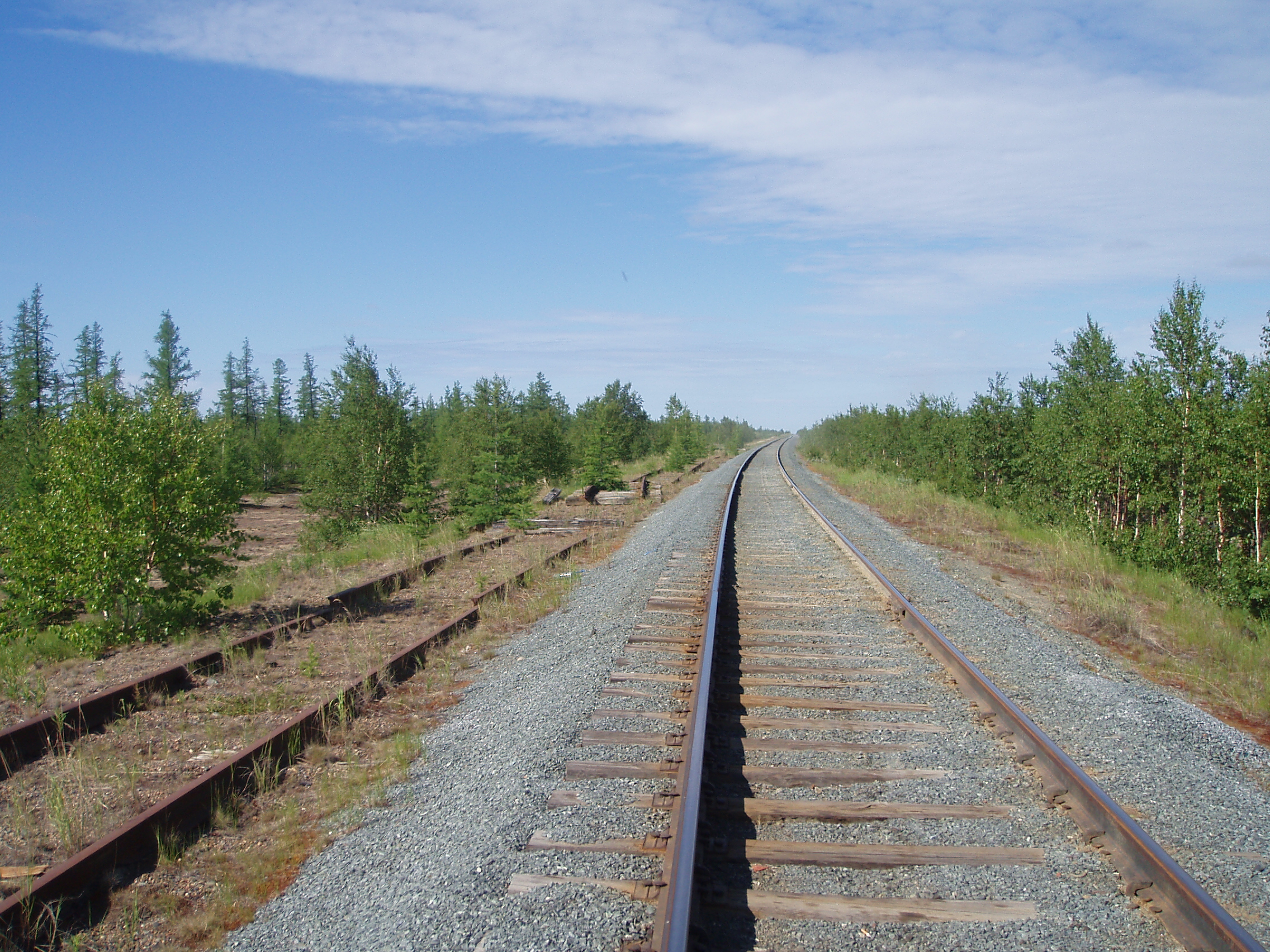
Bahnstrecke nach Jamburg
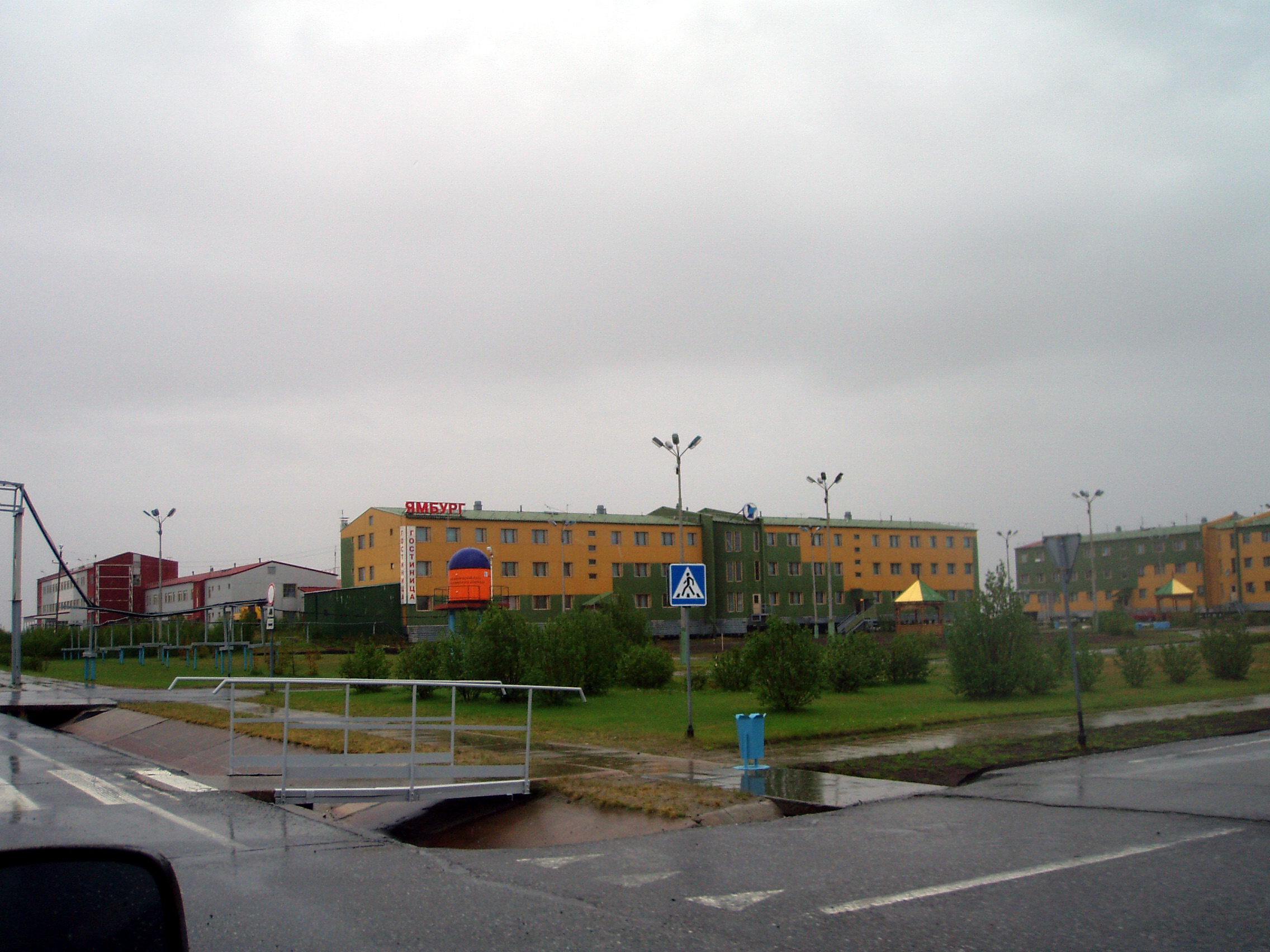
Stadtzentrum